# Dakara Boku wa, H ga Dekinai
Dakara Boku wa, H ga Dekinai (だから僕は、Hができない。 Dakara Boku wa, Ecchi ga Dekinai?, lit. Así que, ¿no puedo ser pervertido?), abreviada a veces como Boku-H (僕H Boku-Ecchi?), es una novela ligera japonesa escrita por Pan Tachibana e ilustrada por Yoshiaki Katsurai. 
La historia se centra en Kaga Ryōsuke, un adolescente pervertido sin remedio. Un día caminando por la calle se encuentra con una hermosa chica de cabello y ojos rojos que está empapándose con la lluvia. Ella resulta ser una shinigami y él termina perdiendo su "espíritu pervertido" en un contrato que hace con ella. Ahora debe recuperarlo.
Dakara Boku wa, H ga Dekinai comenzó su serialización en la Dragon Magazine de la Fujimi Shobo en 2010. El primer volumen fue lanzado el 19 de junio de 2010, con un total de once volúmenes lanzados en Japón al 20 de agosto, desde 2013 está bajo la serialización en la Fujimi Fantasia Bunko. Se comenzó una adaptación en manga ilustrada por Shou Okagiri en la edición de marzo de 2011 en la Monthly Dragon Age, con cinco volúmenes hasta el 6 de diciembre de 2013. Una adaptación al anime de 12 episodios y un OVA fue producida por Feel, y se emitió en el canal AT-X entre julio y septiembre de 2012.

## Argumento
Kaga Ryōsuke es un chico pervertido de secundaria que asiste a la Academia Momozo (桃園学園 Momozomo Gakuen?). Un día, conoce a una chica sola en la lluvia, Lisara Restall, una Grim Reaper de élite, quien visitó el mundo de los humanos con el fin de encontrar una Muestra Especial. Ryōsuke hace un contrato con Lisara y ella consume la energía necesaria para su actividad en el mundo de los humanos. La fuente de energía es su "espíritu pervertido". Para preservar su vida, Ryōsuke no tiene más remedio que ayudar a Lisara en su búsqueda.

## Personajes

### Principales
Ryosuke Kaga (加賀 良介 Kaga Ryōsuke)
Seiyū: Hiro Shimono
El protagonista principal de la historia, es un pervertido estudiante de segundo año de la Academia Momozo, que utiliza su pervertida energía vital para dar energía a Lisara. Asimismo, se entera de que va a morir en tres meses y, a cambio de su ayuda, ella tratará de cambiar su destino. Lisara utiliza la Espada Rota, Gram, que pertenecía al  gran dios de la guerra, para formar un contrato con Ryōsuke. Sin embargo, se reveló más tarde que Ryōsuke tiene la otra mitad de Gram (que se pensó estaba perdida), ganando así el pleno poder de la espada.  Él está enamorado de Lisara, y solo puede cargarse por completo su pervertida energía espiritual tocando el cuerpo de Lisara o con su Diccionario Invisible. Él vivía solo, hasta que Lisara se mudó con él, mientras tanto su madre trabaja en el extranjero, su padre falleció cuando él tenía tres años hasta que su madre le reveló la verdad de que su padre no está realmente muerto, sino que desapareció misteriosamente. Al final del anime, Lisara y él se convirtieron en pareja aunque ella todavía se siente incómoda con su perversión.
Lisara Restall (リサラ・レストール Risara Resutōru)
Seiyū: Aya Endo
La heroína de la historia, una hermosa Grim Reaper que hace un trato con Ryōsuke y usa su "espíritu pervertido" como fuente de energía. Ella maneja una guadaña llamada "Carnun Pladur" (カルヌーンプラデュール Karunūn Puradyūru?), que canaliza el elemento del fuego. Ella usó la empuñadura de la espada rota, Gram, (tesoro perteneciente a la familia Restall) para formar un contrato con Ryōsuke. Ella está fuertemente enamorada de Ryōsuke, pero no lo demuestra como las otras chicas. Al final del anime, Ryōsuke y ella se convirtieron en pareja.
Mina Ōkura (大倉 美菜 Ōkura Mina)
Seiyū: Kaori Ishihara
Amiga de la infancia de Ryōsuke y actualmente socia y amiga de Cule. Ganó un busto grande temprano es su niñez, y ahora es copa G - 92 cm (Ryōsuke trata de lidiar con ello). Ella sabe de la perversión de Ryōsuke y no le molesta. Después de descubrir la verdad sobre la identidad de Lisara, ella parece estar bien con ella y está bien con que continué su "negocio" con Ryōsuke. Hizo un contrato con Cule Zeria para que pueda ayudar a Ryōsuke. Para recargar su energía para Cule, ella habla de Ryōsuke. Tiene sentimientos muy fuertes por Ryōsuke que desarrolló mientras él la protegía y cuidaba mucho cuando era pequeña y demostró que realmente se preocupa por demás las chicas.
Cule Zeria (キュール・ゼリア Kyūru Zeria)
Seiyū: Arisa Nishiguchi
Prima lejana de Lisara y otra Grim Reaper. Ella llama a Lisara "Onee-sama" a pesar de no ser su hermana. Hizo un contrato con Mina como su fuente de energía, para disgusto de Ryōsuke y Lisara. Maneja un gladius llamado "Carnun Solace" (カルヌーンソラス Karunūn Sorasu?), que canaliza el elemento de hielo. También está enamorada de Ryōsuke. Sin embargo, más adelante en la serie, ella hace a un lado esos sentimientos para apoyar a Mina y luego, a Lisara.
Iria Fukumune (福宗 イリア, Fukumune Iria)
Seiyū: Misato Fukuen
Grim Reaper rival de Lisara durante sus años escolares en Grimworld, quien también es una idol famosa en el mundo de los humanos. A pesar de ser la segunda en el rating de la escuela (Lisara ocupa el primer lugar de su clase), tiene el mayor tamaño de busto del reparto principal (Copa G - 92.5cm). Sin embargo, se revela que su gran busto es el resultado de una infusión de implantes con magia, y el tamaño real de sus pechos son más pequeños que los de Lisara. Ella maneja una falchion llamada "Flotty" (フロッティ Furotti?), que canaliza el elemento del rayo. Ella también dice que está enamorada de Ryōsuke, pero hasta ahora parece que solo le gusta debido a la energía que puede crear. Su fuente de energía es la devoción de sus fanes por ella, lo que alimenta su poder.

## Terminología
Grimworld (死神界（グリムワールド） Gurimuwārudo?, lit. "Grim Reaper World")
El hogar de los Grim Reapers, que se encuentra en un reino diferente. Grimworld es alimentado por la Energía que es recogida por los Grim Reapers de los seres humanos. La Energía recogida se parece a un enorme y ardiente sol, muy por encima de Grimworld.
Grim Reapers (死神 Shinigami?, lit. "Segador Tenebroso")
Las personas que vienen de Grimworld al mundo humano. Su deber es recoger la Energía que ya no es necesita por los seres humanos, cuyas almas están pasando a medida que están muriendo. Sin embargo, no guían las almas ni saben lo que pasa con las almas, o que sucede con el alma después de la muerte de una persona, ese no es su propósito. Ellos, sin embargo, también vienen al mundo humano en la búsqueda de una Muestra Especial. Una vez que han encontrado una, crearán un contrato con la persona, por lo que cuando la persona muera, el Grim Reaper obtendrá su energía y así subir de nivel. Pero un Grim Reaper consume una gran cantidad de energía solo para estar activo en el mundo de los humanos, por lo que tienen que reponer esa energía haciendo contratos con los humanos. No siempre tiene que ser una Muestra Especial para hacer un contrato. Un Reaper puede hacer un contrato temporal con un humano para reponer su energía, mientras esta en el mundo de los humanos, de este modo, tiene una fuente de energía mientras está en la búsqueda de un espécimen especial o por cualquier otra razón de su estancia en el mundo de los humanos. Los seres humanos con los que hacen un contrato temporal son por lo general personas cuyas vidas van llegando a su fin. Así que al hacer un contrato temporal con ellos, este se compromete a cambiar su destino mediante la búsqueda de una forma de alargar sus vidas.
Broken Swords (折れた剣 Oreta-ken?)
Poderosas espadas legendarias que se han roto debido a su enorme poder destructivo. Si las dos mitades se reúnen, se daría a luz a un caos absoluto. Estas mitades se dan a dos familias diferentes, y se utilizan para formalizar un contrato entre un Grim Reaper y su fuente de energía humana. Para la formación del contrato, el Reaper utiliza el Broken Sword no en el cuerpo físico, sino en el alma del ser humano, donde permanece mientras el contrato esté activo. Una vez que se realiza este ritual, se conectan sus almas, y, como resultado, el Reaper es capaz de reponer su energía a partir del humano contratado. A menudo se dice que la empuñadura es femenina y el filo es masculino.
Gram (折れた剣のグラム Oreta-ken no Guramu?, "Broken-Sword Gram")
Una espada que perteneció al dios de la guerra, y ahora reside como una Broken Sword. La familia Restall mantiene en su posesión la empuñadura, que Lisara utiliza para formar el contrato con Ryōsuke. La otra mitad, la hoja que estaba en posesión de la familia Galdarblog se había perdido. Sin embargo, más tarde se revela que estaba dentro de Ryōsuke, dándole así el poder completo de la espada (con ciertos riesgos). El padre de Ryōsuke era un miembro de la familia Galdarblog, y fue el encargado de poner la mitad de la hoja (la otra mitad de la espada Gram) en Ryōsuke mientras estaba en el vientre de su madre.
Energía (エナジー Enajī?)
Las almas de todos los organismos vivos están conectados a sus cuerpos mediante la Energía. Una vez que una persona se está muriendo, la energía que une el alma a su cuerpo se libera. Los Grim Reaper recogen esta energía antes de desaparecer, justo en el punto de la muerte, y lo utilizan como poder para Grimworld. También pueden adquirir este tipo de energía de los seres humanos que viven, que utilizan para permanecer en el mundo de los humanos. Cuanta más energía obtiene, más poderosos se vuelven; permitiéndoles subir de nivel y rango, por lo que el estatus de su familia también es mayor.
Muestra Especial (特異者 Tokuisha?)
Una Muestra Especial es una "humano especial" que solo pocas veces existen en el mundo de los humanos (por lo general vienen a la existencia cada pocos cientos de años). Estas personas son las que terminan por convertirse en héroes o personajes famosos con talentos famosos, como pintores o novelistas famosos, alguien con grandeza, y como tal, producen una gran cantidad de energía debido a su pasión.

## Medios de comunicación

### Novela ligera
Dakara Boku wa, H ga Dekinai comenzó como una serie de novelas ligeras escritas por Tachibana Pan con ilustraciones de Yoshiaki Katsurai. El primer volumen de la novela fue publicado por Fujimi Shobo el 19 de junio de 2010. Fujimi Shobo confirmó que el 20 de agosto, publicará el tomo 11 y final de la novela.
| Num. | Título | Fecha de publicación     | ISBN                   |
| ---- | --- | ------------------------ | ---------------------- |
| 1    | Dakara Boku wa, H ga Dekinai: Shinigami y Seguro de Vida Dakara Boku wa, Ecchi ga Dekinai: Shinigami to Jinsei Honshō (だから僕は、Hができない。 死神と人生保障)                      | 19 de junio de 2010      | ISBN 978-4-8291-3534-1 |
| 2    | Dakara Boku wa, H ga Dekinai 2: Shinigami y Pruebas de selección Dakara Boku wa, Ecchi ga Dekinai 2: Shinigami to Senbatsu Shiken (だから僕は、Hができない。2 死神と選抜試験)         | 20 de octubre de 2010    | ISBN 978-4-8291-3567-9 |
| 3    | Dakara Boku wa, H ga Dekinai 3: Shinigami y Revolución Mundial Dakara Boku wa, Ecchi ga Dekinai 3: Shinigami to Sekai Kakumei (だから僕は、Hができない。3 死神と世界革命)             | 19 de febrero de 2011    | ISBN 978-4-8291-3607-2 |
| 4    | Dakara Boku wa, H ga Dekinai 4: Shinigami y mi Primera Experiencia Dakara Boku wa, Ecchi ga Dekinai 4: Shinigami to Hatsutaiken (だから僕は、Hができない。4 死神と初体験)             | 20 de mayo de 2011       | ISBN 978-4-8291-3643-0 |
| 5    | Dakara Boku wa, H ga Dekinai 5: Shinigami y la Familia Real Perdida Dakara Boku wa, Ecchi ga Dekinai 5: Shinigami to Ushiwanareta Ōke (だから僕は、Hができない。5 死神と失われた王家) | 17 de septiembre de 2011 | ISBN 978-4-8291-3684-3 |
| 6    | Dakara Boku wa, H ga Dekinai 6: Shinigami y Baño de Mar Dakara Boku wa, Ecchi ga Dekinai 6: Shinigami to Kaisuiyoku (だから僕は、Hができない。6 死神と海水浴)                         | 18 de febrero de 2012    | ISBN 978-4-8291-3734-5 |
| 7    | Dakara Boku wa, H ga Dekinai 7: Shinigami y Bragas Dakara Boku wa, Ecchi ga Dekinai 7: Shinigami to Pantsu (だから僕は、Hができない。7 死神とパンツ)                                  | 20 de abril de 2012      | ISBN 978-4-8291-3755-0 |
| 8    | Dakara Boku wa, H ga Dekinai 8: Shinigami y Mina Dakara Boku wa, Ecchi ga Dekinai 8: Shinigami to Mina (だから僕は、Hができない。8 死神と美菜)                                        | 20 de julio de 2012      | ISBN 978-4-8291-3784-0 |
| 9    | Dakara Boku wa, H ga Dekinai 9: Shinigami y Memorias Dakara Boku wa, Ecchi ga Dekinai 9: Shinigami to Omoide (だから僕は、Hができない。9 死神と思い出)                                | 20 de septiembre de 2012 | ISBN 978-4-8291-3807-6 |
| 10   | Dakara Boku wa, H ga Dekinai 10: Shinigami y Confesiones Dakara Boku wa, Ecchi ga Dekinai 10: Shinigami to Kokuhaku (だから僕は、Hができない。10 死神と告白)                          | 20 de abril de 2013      | ISBN 978-4-8291-3883-0 |
| 11   | Dakara Boku wa, H ga Dekinai 11: Shinigami y el Rey Dakara Boku wa, Ecchi ga Dekinai 11: Shinigami to Ōsama (だから僕は、Hができない。11 死神と王様)                                  | 20 de agosto de 2013     | ISBN 978-4-8291-3925-7 |

### Manga
Una adaptación del manga ilustrada por Shou Okagiri comenzó su serialización en la edición de marzo de 2011 en Monthly Dragon Age, publicado el 9 de febrero de 2011. El primer tankōbon fue lanzado el 8 de octubre de 2011, y finaliza el 6 de diciembre de 2013, con un total de cinco volúmenes. Una edición limitada del volumen cuatro fue publicado el 27 de marzo de 2013 junto con un disco Blu-ray conteniendo un episodio del anime.
| Num. | Fecha de publicación                   | ISBN                                                                             |
| ---- | -------------------------------------- | -------------------------------------------------------------------------------- |
| 1    | 8 de octubre de 2011                   | ISBN 978-4-04-712751-7                                                           |
| 2    | 9 de abril de 2012                     | ISBN 978-4-04-712789-0                                                           |
| 3    | 8 de septiembre de 2012                | ISBN 978-4-04-712825-5                                                           |
| 4    | 27 de marzo de 2013 9 de abril de 2013 | ISBN 978-4-04-712823-1 (edición DVD/BD) ISBN 978-4-04-712866-8 (edición regular) |
| 5    | 6 de diciembre de 2013                 | ISBN 978-4-04-712962-7                                                           |

### Anime
Se anunció una adaptación al anime por primera vez el 28 de diciembre de 2011, se emitió en AT-X y otras cadenas del 6 de julio de 2012 hasta 25 de septiembre de 2012. El anime es producido por Feel. Bajo la dirección de Takeo Takahashi, con la composición de la serie por Naruhisa Arakawa, con música de Cher Watanabe, y los personajes de Kanetoshi Kamimoto. Seis volúmenes de DVD y Blu-ray serán publicados en Japón entre el 26 de septiembre de 2012, y el 20 de febrero de 2013. Un episodio OVA fue incluido con el cuarto volumen del manga el 27 de marzo de 2013. El opening de la serie es "Reason why XXX" interpretado por Sayaka Sasaki y el ending es "Platinum 17" interpretado por  Yozuca.

#### Lista de episodios
| Núm.     | Título                                                                                         | Fecha de emisión         |
| -------- | ---------------------------------------------------------------------------------------------- | ------------------------ |
| 1        | "El Hilo Rojo del Destino!?" "Unmei no Akai Ito!?" (運命の赤い糸!?)                            | 6 de julio de 2012       |
| 2        | "Ser un Pervetido es Bueno para el Entorno" "Ero wa Kankyō ni Yasashii" (エロは環境にやさしい) | 13 de julio de 2012      |
| 3        | "La idol Peligrosa" "Kiken na Aidoru" (危険なアイドル)                                         | 20 de julio de 2012      |
| 4        | "La Diferencia entre Pechos Grandes y Pequeños" "Kyōi no Kakusa Shakai" (胸囲の格差社会)       | 27 de julio de 2012      |
| 5        | "Invisible Dictionary" (invisible dictionary)                                                  | 3 de agosto de 2012      |
| 6        | "Juntos como Uno" "Hitotsu ni Nacchatta" (ひとつになっちゃった)                                | 10 de agosto de 2012     |
| 7        | "Quiero Dejarte" "Ikasete Agetai" (いかせてあげたい)                                           | 17 de agosto de 2012     |
| 7.5      | "Yo fui Repentinamente Colocado" "Ikinari Irechatta" (いきなり入れちゃった)                    | 24 de agosto del 2012    |
| 8        | "Rival, Balancea" "Raibaru, Yureru" (好敵胸、揺れる)                                           | 28 de agosto de 2012     |
| 9        | "Mi Reino Permanece Erguido" "Furuitatsu Kingudamu" (奮い勃つ剣)                               | 4 de septiembre de 2012  |
| 10       | "Cielo Después del Infierno" "Tengoku nochi Jigoku" (てんごくのちじごく)                       | 11 de septiembre de 2012 |
| 11       | "Haz que el Amor Ocurra" "Koi o Kanaete" (恋をかなえて)                                        | 18 de septiembre de 2012 |
| 12       | "Cállate acerca del H" "Dakara Ecchi ga Dō toka Iu na" (だからHがどうとか言うな)               | 25 de septiembre de 2012 |
| 13 (OVA) | ¡Mucha Piel! ¡Concurso en Traje de Baño! "Miesugi! Mizugi Kontesuto" (見えすぎ!水着コンテスト) | 27 de marzo de 2013      |